# 福昌寺 (薩摩川内市)
福昌寺（ふくしょうじ）は、鹿児島県薩摩川内市向田町にある寺院である。山号は「玉龍山」である。本尊は釈迦牟尼仏である。

## 概要
肥薩おれんじ鉄道・JR九州鹿児島本線川内駅近く、平佐川および旧薩摩街道沿いに位置する。
応永元年8月（1394年9月ごろ）に島津元久を開基、石屋真梁を開山として建立された。現在の鹿児島県鹿児島市にあり、島津家の菩提寺として日向国・薩摩国・大隅国の三国に末寺を持つ大寺院であった。しかし、1869年（明治2年）、廃仏毀釈により廃寺となった。
1878年（明治11年）に曹洞宗本山より派遣された僧侶によって布教活動が再開されたが、1886年（明治19年）と1890年（明治23年）の二度にわたる暴風により講堂が破壊され、信徒は離散する状況に至った。福昌寺の再興という管長の懇願を受けた宝亀観道は鹿児島に赴任し再興を発願したが、諸事情により鹿児島市での再興を断念し、1898年（明治31年）、称名寺跡である現在の薩摩川内市の地で再興した。

## 仏像
- 釈迦牟尼仏木像 - 当寺の本尊。愛媛県西予市城川町魚成にあり福昌寺末寺であった龍澤寺から寄贈された。
- 文殊菩薩・普賢菩薩木像 - 当寺の脇士。本尊と同様に龍澤寺から寄贈された。
- 観音菩薩立像 - 京都にある大徳寺から寄進された。
- 開山石屋禅師木像 - 廃仏毀釈の際、地下に埋められていてその難を逃れた。南林寺に保管されていた[1]
- 仁王像（石像）- もともと鹿児島市にあった福昌寺山門に建てられていたものである。薩摩川内市指定文化財である。
- 波切不動明王 - 九州三十六不動霊場の本尊。

## 前後の札所
- 九州三十六不動霊場

16 最福寺　-　17 福昌寺　-　18 高野寺

## 文化財
薩摩川内市指定文化財
- 仁王像：薩摩川内市指定文化財（1985年3月27日指定）[4]

## 交通アクセス
- JR九州・肥薩おれんじ鉄道川内駅より徒歩4分